# Gà so cát
Gà so cát (Ammoperdix heyi) là một loài chim trong họ Phasianidae.

## Hình ảnh

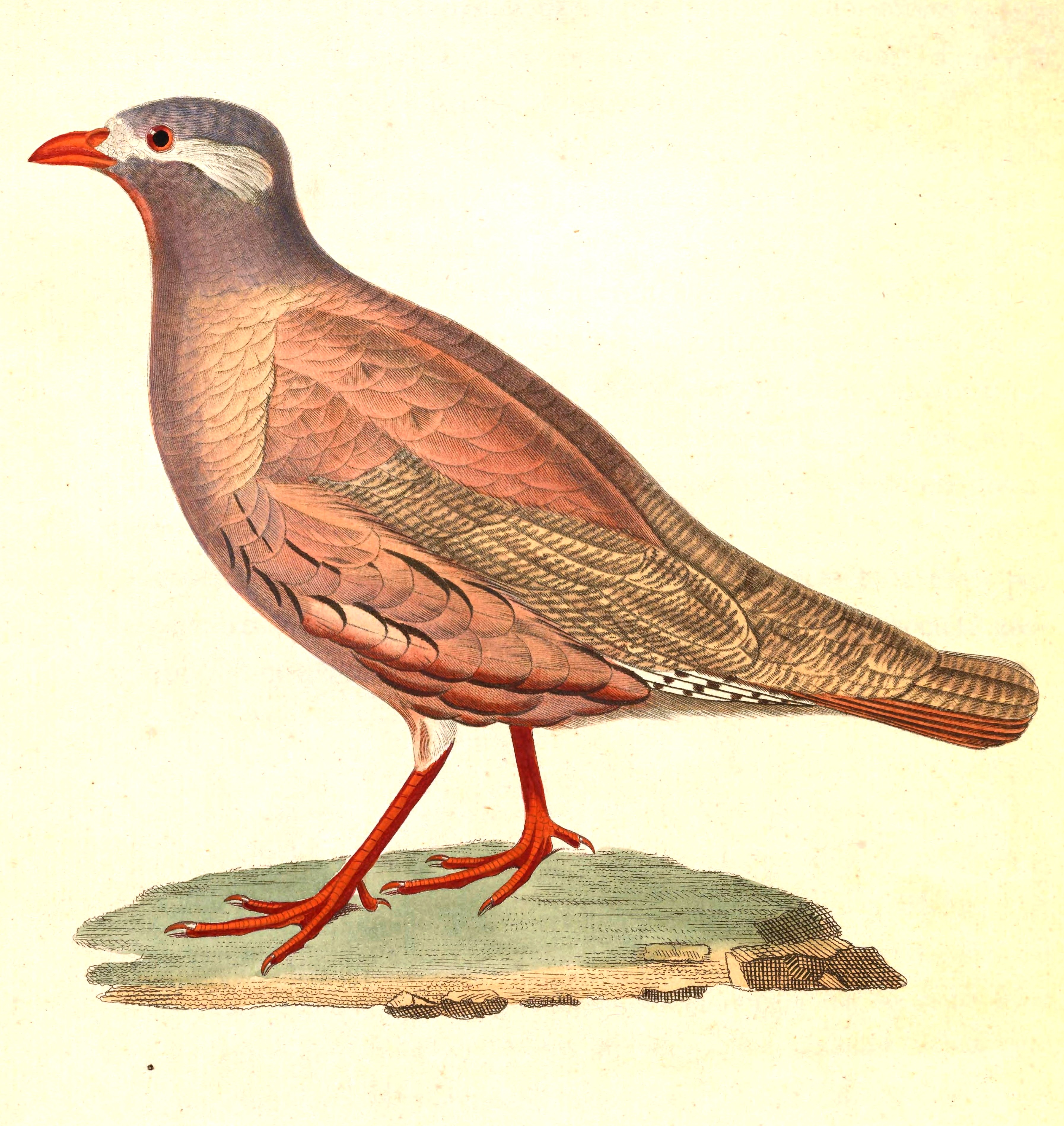
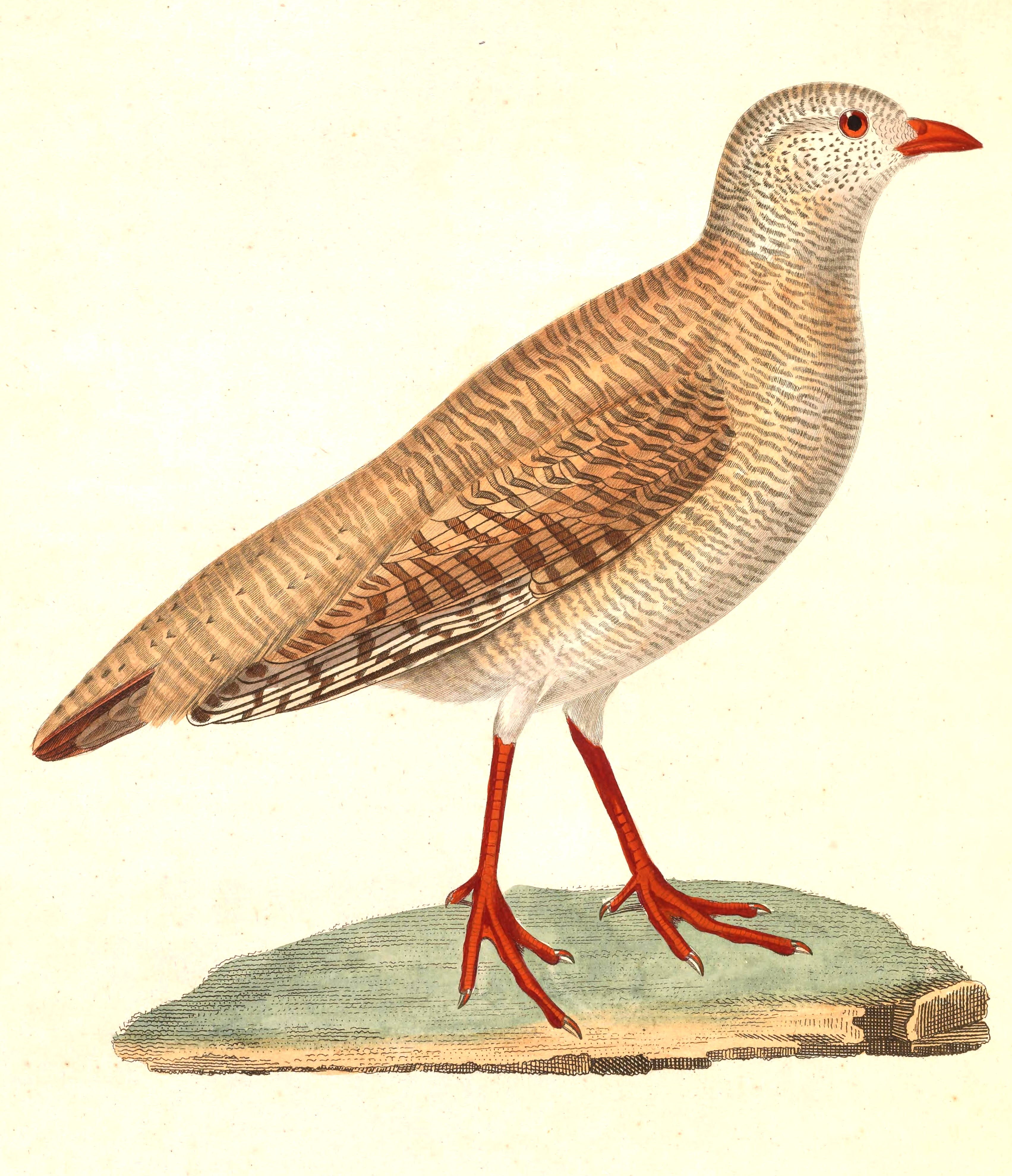